# Stadtvilla Noll
Die Stadtvilla Noll ist eine unter Denkmalschutz stehende Villa in der ostwestfälischen Stadt Minden, Kurfürstenstraße 2.
Die Villa wurde 1921–1922 von dem Hannoverschen Architekten Paul Kanold für den Unternehmer Friedrich Noll erbaut, den Inhaber der Kistenfabrik Gebrüder Busch. Bei der Gründung traf man auf sehr sumpfigen Boden, daher musste die Gründung mit Bögen auf Pfeilern, armiert durch Eisenschienen, erfolgen. 1922 entstand auch die Einfriedung des Grundstücks mit einer Gartenmauer. Die Hauptfront des zweigeschossigen Baus weist nach Osten. Das Gebäude liegt in einem weiten Gartengrundstück. Im Obergeschoss finden sich hölzerne Blendläden im Originalzustand. 1973 erfolgte ein Umbau mit Einbau einer Arztpraxis sowie Ausweisung von Parkplätzen vor dem Haus. 1998 wurde das Haus in die Denkmalliste der Stadt Minden eingetragen. Im 21. Jahrhundert wurde es als Mammographie-Büro umgebaut und vermietet.